# Лавандула
Лавандула (Lavandula) е род растения от семейство Устноцветни. Името най-често се използва за видовете, отглеждани като билки или за украшение. Най-често се използва видът Lavandula angustifolia (старо наименование L. oficinalis). Други често използвани за украса видове са L. stoechas, L. dentata, L. multifida.
Родът включва едногодишни тревисти растения, полухрасти и малки храсти.

## Обща информация
Лавандулата е известна като ароматично растение още от древността. Тя се използва широко и в народната медицина.
Широкото ѝ приложение сега е заради етеричното масло, което се извлича от цветовете (0,8 – 1,5 %), което намира широка употреба в парфюмерията, за ароматизиране на сапуни, в производството на бои и лакове и др.
Лавандуловия цвят е инсектицидно средство, най-вече за борба с дрешния молец и в цивилизования свят измести употребата на нафталин за битови нужди.
Лавандулата е ценно медоносно растение. От 1 дка пчелите набират 10 – 18 кг мед.
Лавандулата се използва и като подправка. Участва в известната смес от подправки ерб дьо прованс.
Лавандулата намира приложение и като противоерозионна култура, а намалените ѝ изисквания към почвата я правят подходяща за отглеждане на терени, на които не могат да се отглеждат основните полски култури.
Лавандулата произхожда от района на Средиземноморието. Като диворастящо растение тя се среща в Южна Франция, приморските Алпи, Източна Испания, Италия и Северна Африка.
С развитие на парфюмерийната промишленост ареалът на отглеждане се разширява, включвайки Балканските страни, страните на Черноморския басейн, САЩ, Великобритания, Австралия и др.
През 2012 г. България е най-големият производител на лавандула в света, наред с Франция. 
Най-качествено лавандулово масло се получава във Франция и Италия. Маслото, произведено в Испания и Португалия има влошен аромат, тъй като съдържа камфор.
Културата е внесена в България през 1907 г. и започва да се отглежда в Опитното поле по розата в Казанлък. До края на 80-те години тази култура се отглежда предимно в районите на Пловдив, Стара Загора, Пазарджик и Благоевград, а напоследък е по-широко застъпена в цялата страна. От 1 дка 4 – 5 годишно насаждение се произвежда 300 – 400 кг цвят, от които се получава 3 – 10 кг лавандулово масло. Българското лавандулово масло е сред ценените на международния пазар.

## Биологична характеристика

### Класификация
Лавандулата от семейство Устноцветни (Lamiaceae). В природата се срещат около 30 вида лавандула.
От 1923 г. е възприета опростена класификация на културата лавандула, която я дели на 3 типа:
- Обикновена, теснолистна лавандула (Lavandula vera), която обединява видовете L. officinalis, L. angustifolia, L. vulgaris, L. vera;
- Широколистна лавандула (Lavandula spica), към която се отнасят и вида L. latifolia;
- Хибридна лавандула – между двата вида (L. hybrida), известна още като тип Lavandin.

### Ботаническа характеристика
- кореновата система е силно развита, основната маса е разположена в слоя 0 – 40 см, но скелетните ѝ корени достигат до 4 м. Тази особеност прави растението подходящо за укрепване срещу ерозия на почвата.
- Надземната част на растението е туфа с полусферична форма и диаметър до 60 см при теснолистната лавандула и до 1 м при широколистната и хибридната. Старите разклонения са вдървесинени, а най-младите – тревисти, четириръбести и покрити с власинки.
  - Листата са линейни или линейно-ланцетни, седящи, целокрайни със завита надолу периферия. Те са разположени срещуположно и са покрити с трихоми. Листата на теснолистната лавандула са сивозелени, а на широколистната са по-обилно покрити с власинки и имат белезникав цвят. Лавандулата е вечнозелено растение и сменя листата си последователно
  - Цветовете са дребни, двуполови, разположени пръстеновидно в съцветие клас. Венчето е двуустна фуника – с два дълги дяла на горната устна и с 3 къси дяла на долната. Оцветено е в бяло, бледорозово, виолетово или синьо. Има 4 тичинки. Цветовете на хибридната лавандула са едри и стерилни, което я отличава от широколистната.
  - Цветоносните стъбла на съцветието са едногодишни, дълги 20 – 40 см (при широколистната лавандула са по-дълги и разклонени), а броят им на едно растение достига до 1000. Широколистната лавандула има по-сбити съцветия.
  - Плодът е едносеменно, сухо, гладко и овално орехче с лъскаво черен цвят. Няма стопанско значение за размножаване на културата, тъй като при такова размножаване е възможно разпадане. Ето защо се предпочита вегетативното размножаване, чрез резници.

### Биологични изисквания
- Към светлината. Лавандулата е светлолюбива култура и не понася засенчване. По-интензивната слънчева радиация спомага за натрупването на повече етерично масло в цветовете.
- Към топлината. В процеса на еволюцията и селекцията културата се е приспособила към по-сурови климатични условия и възрастните растения издържат температури до –30 °С. Толератността ѝ към различни топлинни условия я прави подходяща за отглеждане на надморска височина от 0 до 1000 м.
- Към влагата. Не понася прекомерна влага в почвата, а високата атмосферна влажност по време на цъфтежа влошава качеството на маслото.
- Към почвата. Развива се най-добре на бедни, карбонатни и песъчливи почви, но при ежегодно торене с минерални торове. Неподходящи за лавандулата са киселите почви и почвите с високи подпочвени води.

### Лавандулово масло
- Лавандуловото етерично масло съдържа: линалилацетат, линалол, гераниол, борнеол, цинеол, пинен, камфор, кумарин и др. Най-ценен е линалилацетатът, като в зависимост от условията на отглеждане този естер варира от 30 до 60 %.

Най-висококачествено е френското лавандулово масло, получено от алпийски лавандулови находища. Българското лавандулово масло се характеризира с траен фин аромат, въпреки че съдържанието на линалилацетат е ниско. Българският лавандулов конкрет не отстъпва по качество на световните образци. България е световен лидер в добива, като отглежда 40 000 декара и изнася 90% от лавандуловото масло за Франция, Германия, Австралия и Америка.
- Лавандуловото масло има жълто-зелен цвят. Добре съхранено, то има силен, наситен аромат, който слабо се отличава от аромата на цветовете. Разредено със спирт то добива фин аромат.

- Качествени характеристики българското лавандулово масло (по БДС):
  - Външен вид – лесноподвижна прозрачна течност;
  - Цвят – жълтеникав;
  - Миризма – характерна за цветовете на лавандулата;
  - Съдържание на вода – не се допуска;
  - Специфично тегло – 0,880 – 0,900
  - Рефракция при 20 °С – 1,46;
  - Поляризация при 100 мм тръба – -1° до -10°;
  - Киселинно число – най-много 1,00;
  - Линалилацетат – най-малко 33 %;
  - Разтворимост в 70% алкохол – 1:10.

### Търговия и добиви
Българското лавандулово масло
В България към 2014 г. площите със засадена лавандула са 61 170 декара. През 2015 г. Реализираните в България продукти от лавандула са 35%, изпращанията за ЕС са 38%, а износът в трети страни е 10%. Количеството на продуктите от лавандула на склад в края на годината е 17%.
| Година | Площи (дка) | Лавандулово масло (тона) | Лавандулов цвят (тона) |
| ------ | ----------- | ------------------------ | ---------------------- |
| 2018   | 96 950      |                          | 34 481                 |
| 2017   | 80 380      |                          | 27 659                 |
| 2016   | 62 660      |                          | 19 504                 |
| 2015   | 34 630      | 185,9                    | 14 667                 |
| 2014   | 61 170      |                          | 15 844                 |
| 2013   | 41 360      |                          | 10 034                 |
| 2012   | 29 602      |                          | 6212                   |
| 2011   | 24 988      |                          | 4393                   |
| 2010   | 31 999      |                          | 6339                   |
| 2009   | 18 540      |                          | 3631                   |
| 2008   | 21 837      |                          | 4892                   |
| 2007   | 32 323      |                          | 5792                   |
| 2006   | 29 323      |                          | 6020                   |
| 2005   | 33 208      |                          | 7247                   |
| 2004   | 39 466      |                          | 10 497                 |
| 2003   | 40 508      |                          | 5066                   |

## Други
На лавандулата е наречена улица в кварталите „Хаджи Димитър“ и „Орландовци“ в София (Карта).